# Montolivet
Pour les articles homonymes, voir Montolivet (homonymie).
Cet article concerne une commune de Seine-et-Marne. Pour le quartier homonyme de Marseille, voir Montolivet (Marseille).
Montolivet  est une commune française située dans le département de Seine-et-Marne, en région Île-de-France.

## Géographie

### Localisation

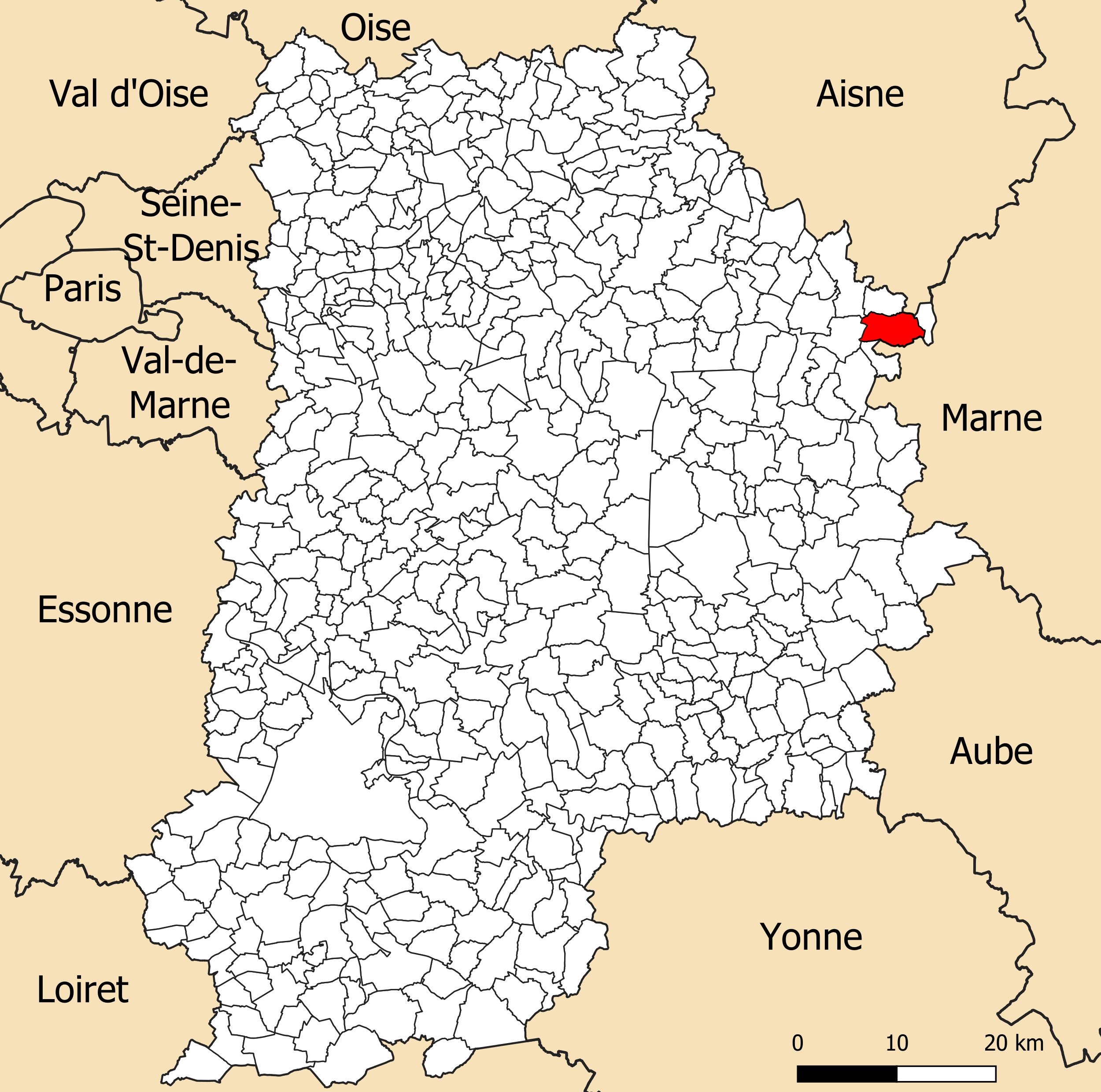
Localisation de la commune de Montolivet dans le département de Seine-et-Marne.

La commune se trouve à 9 km de La Ferté-Gaucher, 11 km de Montmirail, 30 km de Coulommiers et 72 km de Melun.

### Communes limitrophes

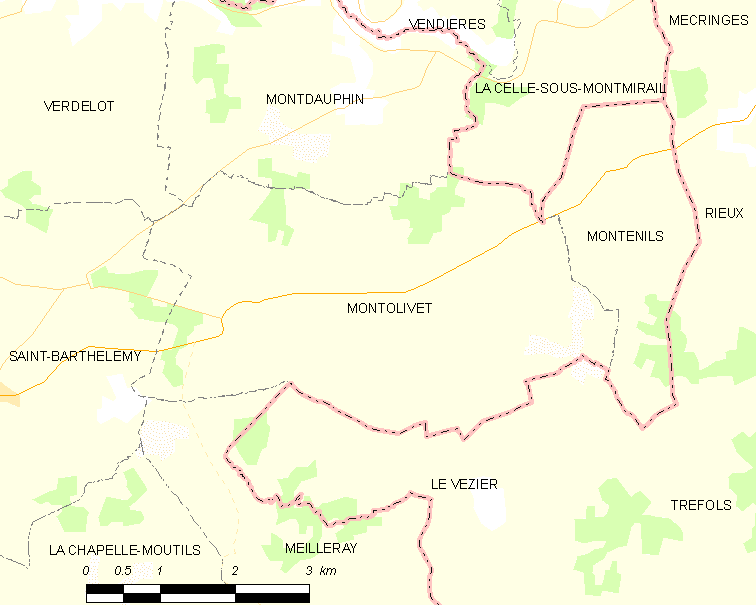
Carte des communes limitrophes de Montolivet.

| Verdelot         | Montdauphin       | La Celle-sous-Montmirail (Aisne) (Cne deléguée de Dhuys-et-Morin-en-Brie) |
| Saint-Barthélemy | Montolivet        | Montenils                                                                 |
| Meilleray        | Le Vézier (Marne) |                                                                           |

### Géologie et relief
La commune est classée en zone de sismicité 1, correspondant à une sismicité très faible.

### Hydrographie

#### Réseau hydrographique

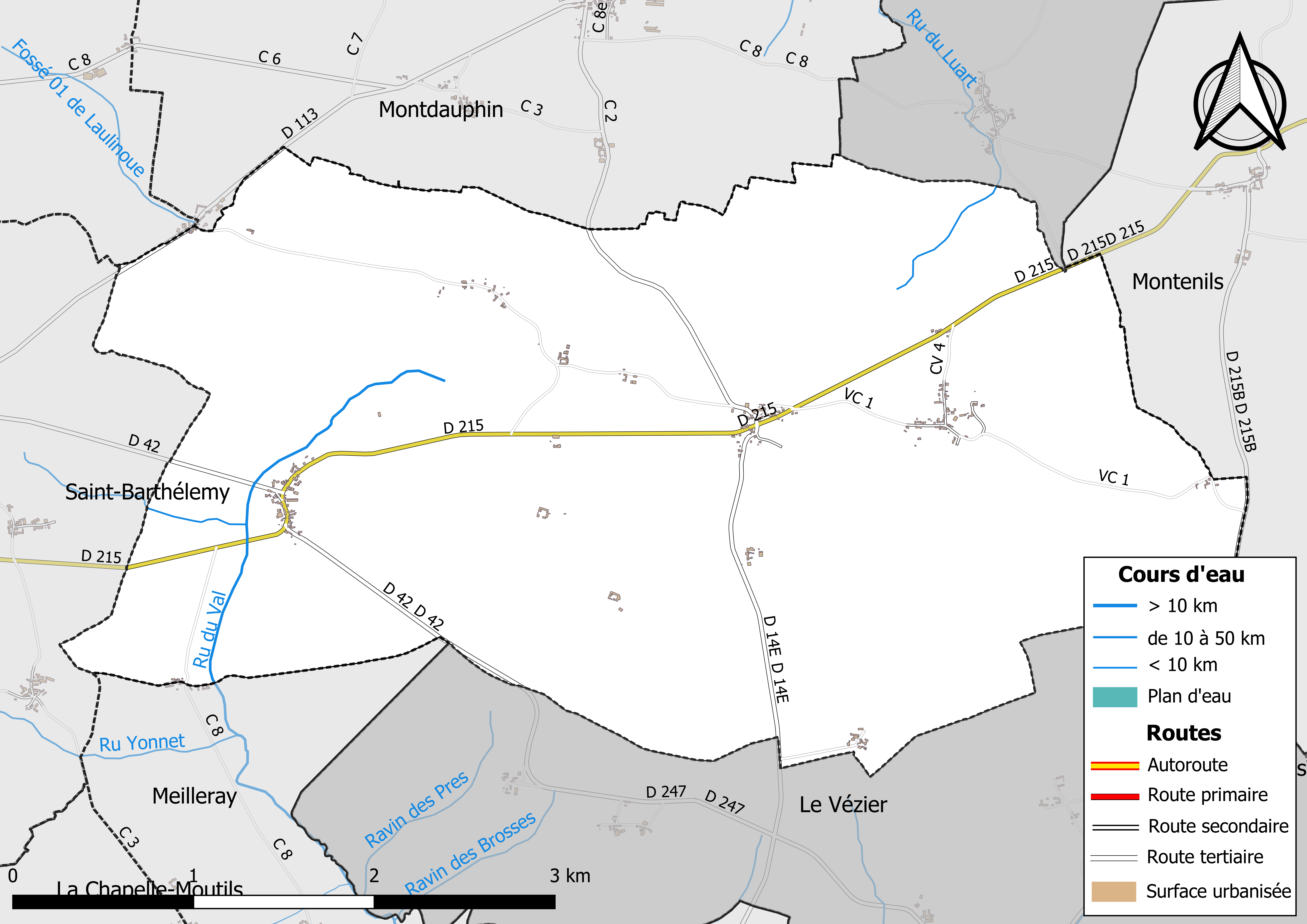
Carte des réseaux hydrographique et routier de Montolivet.

Le réseau hydrographique de la commune se compose de  trois cours d'eau référencés :
- le ru du Val, 6,83 km[2], affluent du Grand Morin ;
  - le cours d'eau 02 de Thiercelieux, 1,39 km[3], qui conflue avec le ru  du Val ;
- le ru du Luart ou ru de Montolivet, 2,98 km[4], affluent du Petit Morin.

La longueur linéaire global de cours d'eau sur la commune est de 3,93 km
.

#### Gestion des cours d'eau
Afin d’atteindre le bon état des eaux imposé par la Directive-cadre sur l'eau du 23 octobre 2000, plusieurs outils de gestion intégrée s’articulent à différentes échelles : le SDAGE, à l’échelle du bassin hydrographique, et le SAGE, à l’échelle locale. Ce dernier fixe les objectifs généraux d’utilisation, de mise en valeur et de protection quantitative et qualitative des ressources en eau superficielle et souterraine. Le département de Seine-et-Marne est couvert par six SAGE, au sein du bassin Seine-Normandie.
La commune fait partie du SAGE « Petit et Grand Morin », approuvé le 21 octobre 2016. Le territoire de ce SAGE comprend les bassins du Petit Morin (630 km2) et du Grand Morin (1 185 km2). Le pilotage et l’animation du SAGE sont assurés par le syndicat mixte d'aménagement et de gestion des Eaux (SMAGE) des 2 Morin, qualifié de « structure porteuse ».

### Climat
Pour des articles plus généraux, voir Climat de l'Île-de-France et Climat de Seine-et-Marne.
En 2010, le climat de la commune est de type climat océanique dégradé des plaines du Centre et du Nord, selon une étude du CNRS s'appuyant sur une série de données couvrant la période 1971-2000. En 2020, Météo-France publie une typologie des climats de la France métropolitaine dans laquelle la commune est exposée à un climat océanique altéré et est dans la région climatique Nord-est du bassin Parisien, caractérisée par un ensoleillement médiocre, une pluviométrie moyenne régulièrement répartie au cours de l’année et un hiver froid (3 °C).
Pour la période 1971-2000, la température annuelle moyenne est de 10,4 °C, avec une amplitude thermique annuelle de 15,5 °C. Le cumul annuel moyen de précipitations est de 782 mm, avec 12,5 jours de précipitations en janvier et 8,2 jours en juillet. Pour la période 1991-2020, la température moyenne annuelle observée sur la station météorologique la plus proche, située sur la commune d'Esternay à 14 km à vol d'oiseau, est de 10,9 °C et le cumul annuel moyen de précipitations est de 780,5 mm,. Pour l'avenir, les paramètres climatiques de la commune estimés pour 2050 selon différents scénarios d'émission de gaz à effet de serre sont consultables sur un site dédié publié par Météo-France en novembre 2022.

### Milieux naturels et biodiversité
Aucun espace naturel présentant un intérêt patrimonial n'est recensé sur la commune dans l'inventaire national du patrimoine naturel,,.

## Urbanisme

### Typologie
Au 1er janvier 2024, Montolivet est catégorisée commune rurale à habitat dispersé, selon la nouvelle grille communale de densité à sept niveaux définie par l'Insee en 2022.
Elle est située hors unité urbaine. Par ailleurs la commune fait partie de l'aire d'attraction de Paris, dont elle est une commune de la couronne,. Cette aire regroupe 1 929 communes,.

### Lieux-dits et écarts
La commune compte 89 lieux-dits administratifs répertoriés consultables ici
Très peu de résidents vivent à Montolivet mais se répartissent dans les principaux hameaux, dont Les Aulnettes, Chalendon, Les Corbats et surtout Thiercelieux qui est deux fois plus peuplé que le chef-lieu de la commune.

### Occupation des sols
L'occupation des sols de la commune, telle qu'elle ressort de la base de données européenne d’occupation biophysique des sols Corine Land Cover (CLC), est marquée par l'importance des territoires agricoles (94,3 % en 2018), en augmentation par rapport à 1990 (92,4 %). La répartition détaillée en 2018 est la suivante : 
terres arables (92,4 %), forêts (5,7 %), zones agricoles hétérogènes (1,9 %).
Parallèlement, L'Institut Paris Région, agence d'urbanisme de la région Île-de-France, a mis en place un inventaire numérique de l'occupation du sol de l'Île-de-France, dénommé le MOS (Mode d'occupation du sol), actualisé régulièrement depuis sa première édition en 1982. Réalisé à partir de photos aériennes, le Mos distingue les espaces naturels, agricoles et forestiers mais aussi les espaces urbains (habitat, infrastructures, équipements, activités économiques, etc.) selon une classification pouvant aller jusqu'à 81 postes, différente de celle de Corine Land Cover,,. L'Institut met également à disposition des outils permettant de visualiser par photo aérienne l'évolution de l'occupation des sols de la commune entre 1949 et 2018.

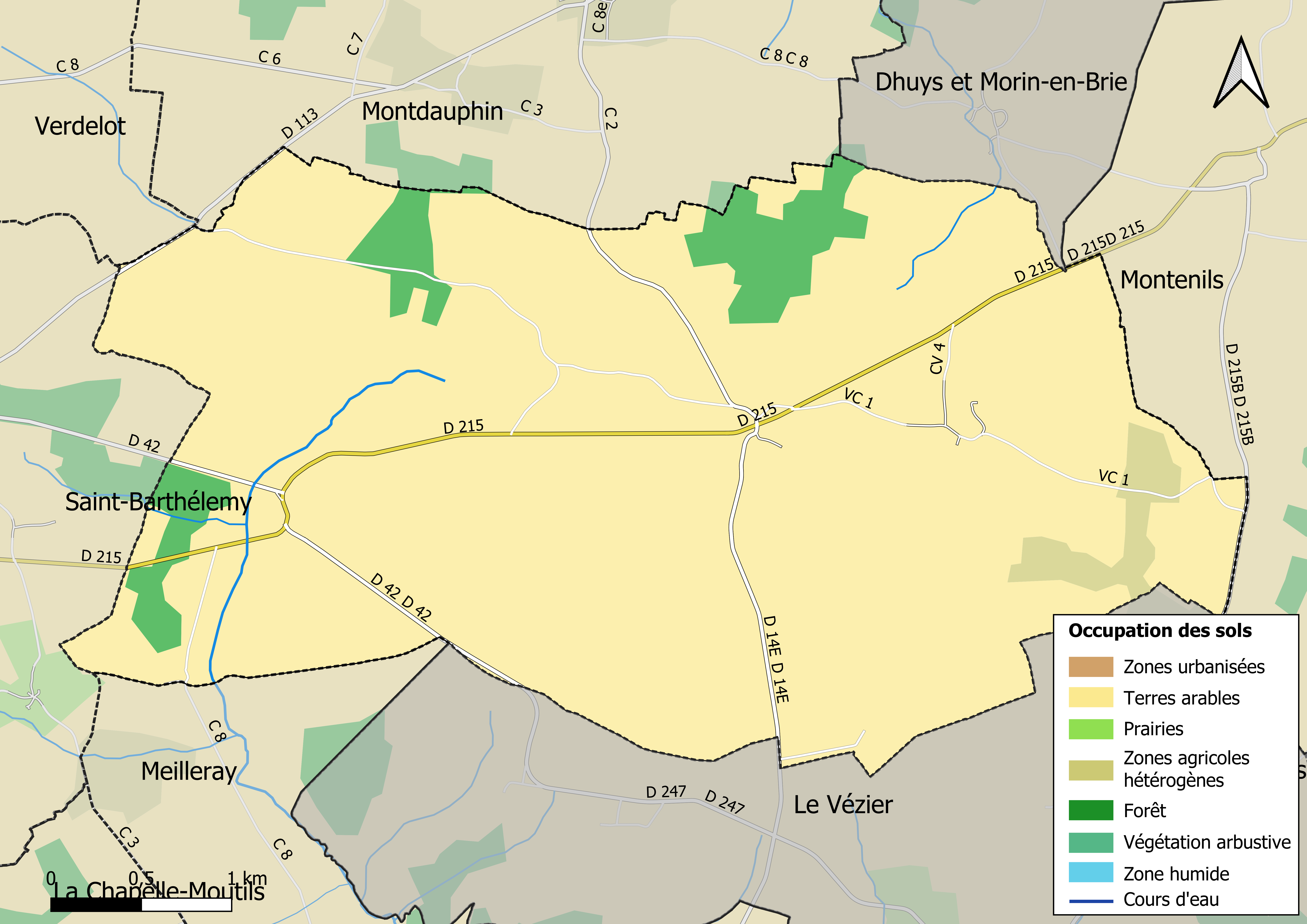
Carte des infrastructures et de l'occupation des sols en 2018 (CLC) de la commune.
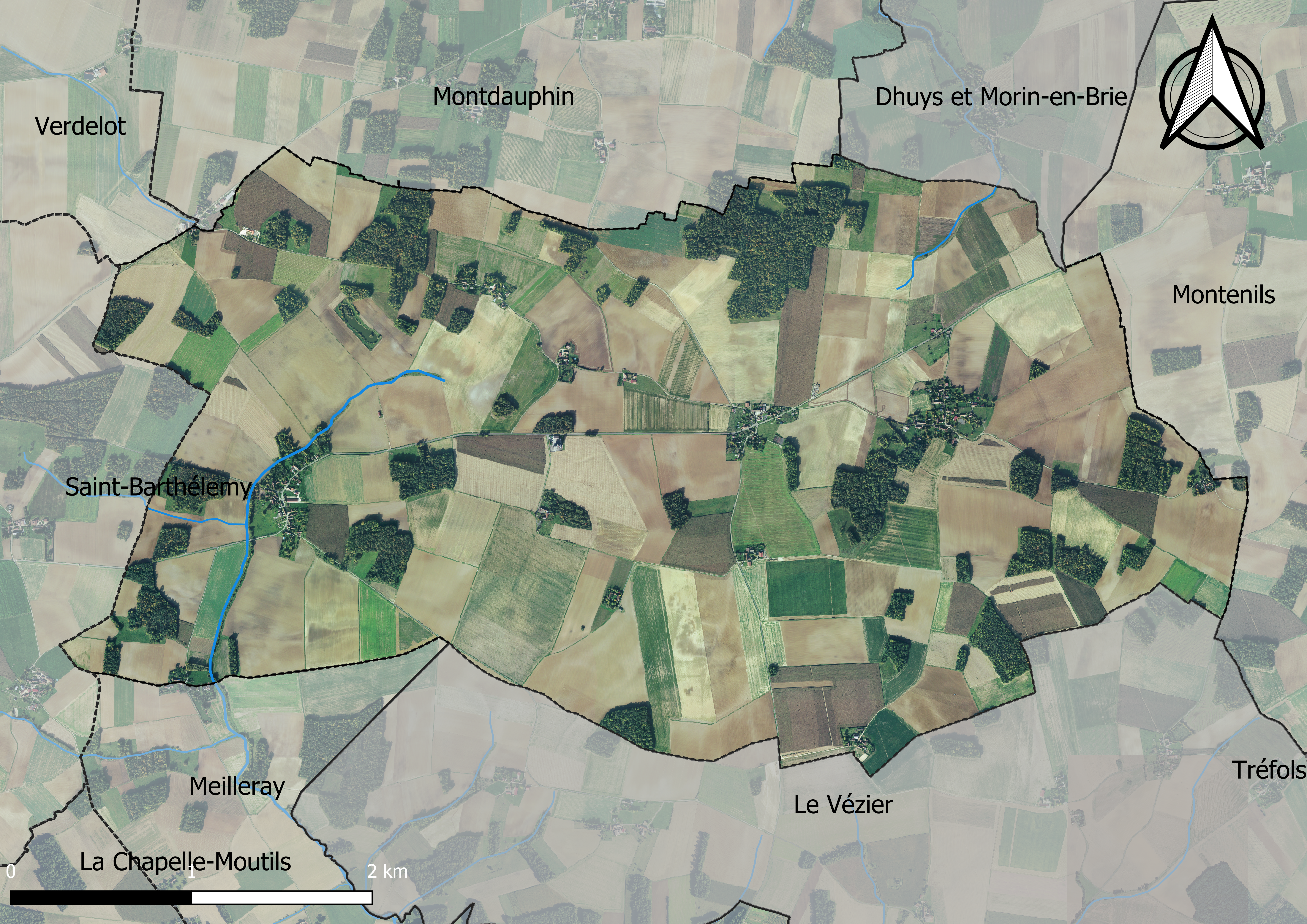
Carte orhophotogrammétrique de la commune.

### Planification
La commune disposait en 2019 d'un plan local d'urbanisme approuvé. Un plan local d'urbanisme intercommunal couvrant le territoire de la communauté de communes des Deux Morin, prescrit le 28 juin 2018, était en élaboration,. Le zonage réglementaire et le règlement associé peuvent être consultés sur le Géoportail de l'urbanisme.

### Logement
En 2016, le nombre total de logements dans la commune était de 123 dont 100 % de maisons.
Parmi ces logements, 71,7 % étaient des résidences principales, 12,9 % des résidences secondaires et 15,3 % des logements vacants.
La part des ménages fiscaux propriétaires de leur résidence principale s’élevait à 88,5 % contre 10,3 % de locataires et 1,1 % logés gratuitement.

### Voies de communication et transports

#### Voies de communication
Montolivet est accessible depuis Melun par la D 215 qui va jusqu'à Montmirail (51).

#### Transports
La gare SNCF la plus proche est  la Gare de La Ferté-Gaucher, située à environ 12,2 kilomètres. Des bus la relient à la Gare de Coulommiers.
Indépendamment des bus Transilien, la gare est également desservie par les lignes 10 et 17 du réseau de bus Brie et 2 Morin.

## Toponymie
Le nom de la commune est attesté sous les formes Montaillevert en 1407, puis sous la forme Montollivet en 1623.
Il s'agit d'une formation toponymique médiévale en Mont-, suivi d'un anthroponyme comme c'est souvent le cas. Le second élément -aillevert s'explique par le nom de personne germanique Aglebert qui a régulièrement évolué en Aillevert. Cet anthroponyme est mentionné autrement sous la forme Agilbertus. L'altération en -ol[l]ivet est tardive comme l'indiquent les formes anciennes.

## Histoire

### Les Hospitaliers
Thiercelieux, hameau de Montolivet, est une ancienne seigneurie et conserve les restes d'un manoir.
Il aurait été un relais des Hospitaliers de l'ordre de Saint-Jean de Jérusalem. L'ancienne partie principale du château, unique vestige, a été transformée en habitation.
Son nom est devenu connu grâce au succès du jeu de société Les Loups-garous de Thiercelieux, co-créé par un habitant du hameau, Philippe des Pallières.

## Politique et administration

### Liste des maires
| Période                                  | Période  | Identité            | Étiquette | Qualité     |
| ---------------------------------------- | -------- | ------------------- | --------- | ----------- |
| Les données manquantes sont à compléter. |          |                     |           |             |
| ...                                      | 1989     | Marcel Paisant      |           |             |
| 1999                                     | 2008     | Jean-Pierre Casters |           | agriculteur |
| 2008                                     | 2014     | Thierry Hamelin     |           |             |
| 2014                                     | En cours | Lionel Moinier      |           |             |

### Jumelages
La ville de Montolivet n'est jumelée avec aucune autre commune.

## Équipements et services

### Eau et assainissement
L’organisation de la distribution de l’eau potable, de la collecte et du traitement des eaux usées et pluviales relève des communes. La loi NOTRe de 2015 a accru le rôle des EPCI à fiscalité propre en leur transférant cette compétence. Ce transfert devait en principe être effectif au 1er janvier 2020, mais la loi Ferrand-Fesneau du 3 août 2018 a introduit la possibilité d’un report de ce transfert au 1er janvier 2026,.

#### Assainissement des eaux usées
En 2020, la commune de Montolivet ne dispose pas d'assainissement collectif,.
L’assainissement non collectif (ANC) désigne les installations individuelles de traitement des eaux domestiques qui ne sont pas desservies par un réseau public de collecte des eaux usées et qui doivent en conséquence traiter elles-mêmes leurs eaux usées avant de les rejeter dans le milieu naturel. Le Syndicat mixte d'assainissement du Nord-Est  (SIANE) assure pour le compte de la commune le service public d'assainissement non collectif (SPANC), qui a pour mission de vérifier la bonne exécution des travaux de réalisation et de réhabilitation, ainsi que le bon fonctionnement et l’entretien des installations,.

#### Eau potable
En 2020, l'alimentation en eau potable est assurée par le syndicat de l'Eau de l'Est seine-et-marnais (S2E77) qui gère le service en régie,,.

## Population et société

### Démographie
Les habitants sont appelés les Montolivetains.
L'évolution du nombre d'habitants est connue à travers les recensements de la population effectués dans la commune depuis 1793. Pour les communes de moins de 10 000 habitants, une enquête de recensement portant sur toute la population est réalisée tous les cinq ans, les populations de référence des années intermédiaires étant quant à elles estimées par interpolation ou extrapolation. Pour la commune, le premier recensement exhaustif entrant dans le cadre du nouveau dispositif a été réalisé en 2007.

En 2022, la commune comptait 251 habitants, en évolution de +4,15 % par rapport à 2016 (Seine-et-Marne : +3,92 %, France hors Mayotte : +2,11 %).
| 1793 | 1800 | 1806 | 1821 | 1831 | 1836 | 1841 | 1846 | 1851 |
| ---- | ---- | ---- | ---- | ---- | ---- | ---- | ---- | ---- |
| 298  | 322  | 321  | 331  | 381  | 361  | 383  | 354  | 375  |

| 1856 | 1861 | 1866 | 1872 | 1876 | 1881 | 1886 | 1891 | 1896 |
| ---- | ---- | ---- | ---- | ---- | ---- | ---- | ---- | ---- |
| 391  | 410  | 390  | 375  | 366  | 364  | 371  | 382  | 382  |

| 1901 | 1906 | 1911 | 1921 | 1926 | 1931 | 1936 | 1946 | 1954 |
| ---- | ---- | ---- | ---- | ---- | ---- | ---- | ---- | ---- |
| 364  | 364  | 366  | 299  | 336  | 321  | 297  | 273  | 238  |

| 1962 | 1968 | 1975 | 1982 | 1990 | 1999 | 2006 | 2007 | 2012 |
| ---- | ---- | ---- | ---- | ---- | ---- | ---- | ---- | ---- |
| 270  | 263  | 249  | 229  | 168  | 203  | 247  | 253  | 242  |

| 2017 | 2022 | - | - | - | - | - | - | - |
| ---- | ---- | - | - | - | - | - | - | - |
| 238  | 251  | - | - | - | - | - | - | - |

### Événements
Chaque année, courant mois de juillet est fêté la "Rondelle". Cette Fête rassemble les habitants de la commune devant la mairie pour déguster en toute convivialité, fromages, saucisson et gâteaux.

### Associations
- L'association La Plume et l'encrier dont le but est la défense de la langue française à son siège à Montolivet.

### Sports
- Tennis.

## Économie

### Secteurs d'activité

#### Agriculture
Montolivet est dans la petite région agricole dénommée la « Brie laitière » (anciennement Brie des étangs), une partie de la Brie à l'est de Coulommiers. En 2010, l'orientation technico-économique de l'agriculture sur la commune est la culture de céréales et d'oléoprotéagineux (COP).
Si la productivité agricole de la Seine-et-Marne se situe dans le peloton de tête des départements français, le département enregistre un double phénomène de disparition des terres cultivables (près de 2 000 ha par an dans les années 1980, moins dans les années 2000) et de réduction d'environ 30 % du nombre d'agriculteurs dans les années 2010. Cette tendance se retrouve au niveau de la commune où le nombre d’exploitations est passé de 14 en 1988 à 4 en 2010. Parallèlement, la taille de ces exploitations augmente, passant de 69 ha en 1988 à 149 ha en 2010.
Le tableau ci-dessous présente les principales caractéristiques des exploitations agricoles de Montolivet, observées sur une période de 22 ans : 
|                                      | 1988 | 2000 | 2010 |
| ------------------------------------ | ---- | ---- | ---- |
| Dimension économique,                |      |      |      |
| Nombre d’exploitations (u)           | 14   | 8    | 4    |
| Travail (UTA)                        | 21   | 11   | 4    |
| Surface agricole utilisée (ha)       | 966  | 955  | 596  |
| Cultures                             |      |      |      |
| Terres labourables (ha)              | 901  | 926  | 579  |
| Céréales (ha)                        | 569  | 603  | s    |
| dont blé tendre (ha)                 | 345  | 417  | s    |
| dont maïs-grain et maïs-semence (ha) | 88   | 46   | s    |
| Tournesol (ha)                       | 31   |      | s    |
| Colza et navette (ha)                | 93   | s    | s    |
| Élevage                              |      |      |      |
| Cheptel (UGBTA)                      | 268  | 74   | 58   |

## Culture locale et patrimoine

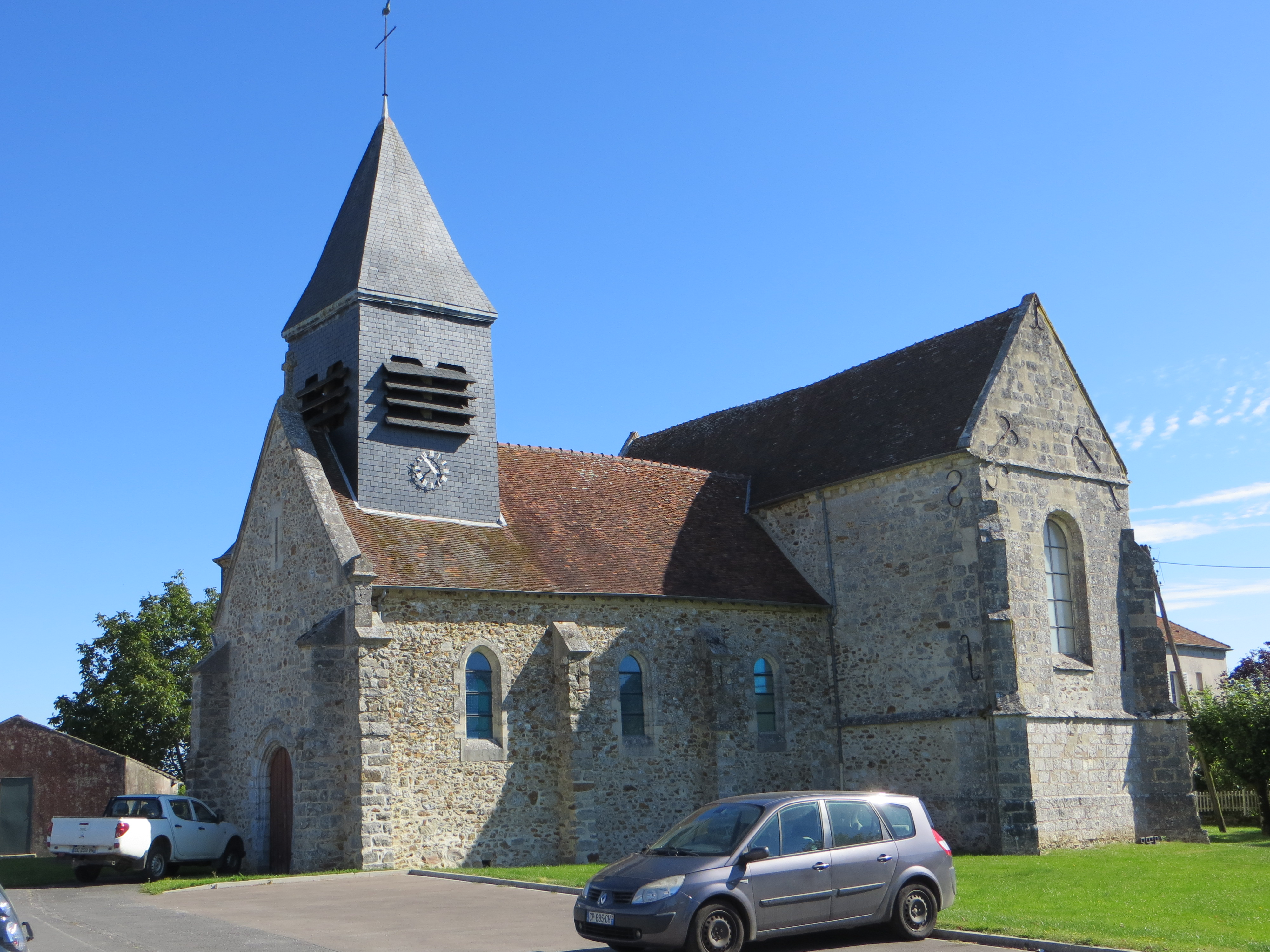
L'église Saint-Ferréol - cloche de l'église sonnant 11h :Fichier:Montolivet - Cloche de l'église Saint-Ferréol - 11h.ogg

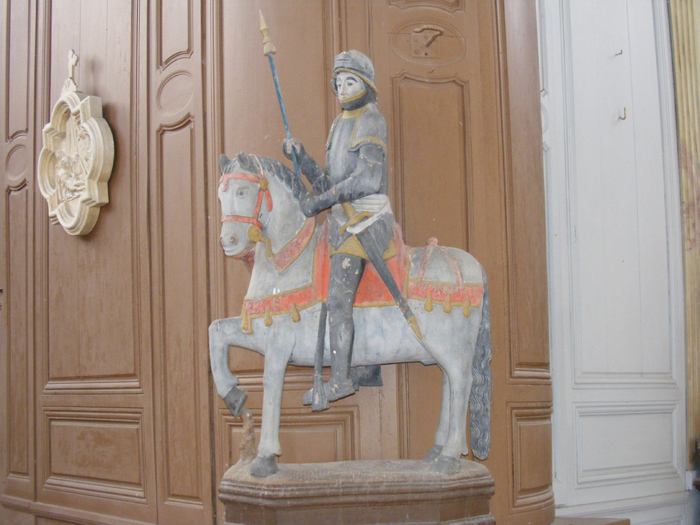
Statue equestre de Saint Ferreol.

### Lieux et monuments
- L'église Saint-Ferréol, même si on peut la qualifier de « banale », possède cependant une belle statue équestre en bois de saint Féréol (XVe siècle) et une statue en bois polychrome de saint Éloi (XVIIe siècle).

En face de l'église on peut voir la tombe d'un chevalier de l'ordre des hospitaliers.

### Personnalités liées à la commune
- Josias de Soulas dit Floridor, comédien du XVIIe siècle, était sieur de Primefosse, un hameau de Montolivet.
- Éric Holder (1960-2019), écrivain, a vécu quelque temps dans le hameau de Thiercelieux.
- Philippe des Pallières (né en 1959), auteur de jeux de société, vivait dans le hameau de Thiercelieux lorsqu'il a co-créé le jeu Les Loups-garous de Thiercelieux, dont le nom s'inspire du hameau éponyme[49].